# Arrondissement de Treptow-Köpenick
Treptow-Köpenick [ˈtreːptoː ˈkøːpənɪk]  est le 9e arrondissement administratif (Bezirk) de Berlin, formé en 2001 par la fusion des anciens districts de Treptow et Köpenick.

## Les quartiers
Depuis la réforme de 2001, Treptow-Köpenick est divisé en 15 quartiers (Ortsteil):
| Quartier                           | Superficie (km²) | Population (01/2017) | Densité (hab/km²) | Carte                            |
| ---------------------------------- | ---------------- | -------------------- | ----------------- | -------------------------------- |
| (0901) Alt-Treptow                 | 2,31             | 12 004               | 5 197             | District map of Treptow-Köpenick |
| (0902) Plänterwald                 | 3,01             | 11 142               | 3 702             | District map of Treptow-Köpenick |
| (0903) Baumschulenweg              | 4,82             | 18 293               | 3 795             | District map of Treptow-Köpenick |
| (0904) Johannisthal                | 6,54             | 19 683               | 3 010             | District map of Treptow-Köpenick |
| (0905) Niederschöneweide           | 3,49             | 11 170               | 3 201             | District map of Treptow-Köpenick |
| (0906) Altglienicke                | 7,89             | 28 157               | 3 569             | District map of Treptow-Köpenick |
| (0907) Adlershof                   | 6,11             | 17 350               | 2 840             | District map of Treptow-Köpenick |
| (0908) Bohnsdorf                   | 6,52             | 11 347               | 1 740             | District map of Treptow-Köpenick |
| (0909) Oberschöneweide             | 6,18             | 21 548               | 3 487             | District map of Treptow-Köpenick |
| (0910) Köpenick                    | 34,92            | 64 272               | 1 841             | District map of Treptow-Köpenick |
| (0911) Friedrichshagen             | 14,02            | 18 268               | 1 303             | District map of Treptow-Köpenick |
| (0912) Rahnsdorf                   | 21,45            | 9 393                | 438               | District map of Treptow-Köpenick |
| (0913) Grünau                      | 9,13             | 6 041                | 662               | District map of Treptow-Köpenick |
| (0914) Müggelheim                  | 22,22            | 6 582                | 296               | District map of Treptow-Köpenick |
| (0915) Schmöckwitz                 | 17,14            | 4 274                | 249               | District map of Treptow-Köpenick |
| Arrondissement de Treptow-Köpenick | 168,42           | 259 524              | 1 541             | District map of Treptow-Köpenick |

## Politique

Répartition des sièges et des couleurs politiques dans l'assemblée de Treptow-Köpenick (2016-2021)
SPD 15
Die Linke 14
AfD 12
CDU 7
Grünen 5
FDP 2<

Lors des Élections législatives locales de 2016 à Berlin, le bourgmestre SPD Oliver Igel a gardé sa place. Lors des élections, le SPD perd cinq points par rapport aux précédentes élections, la Gauche (Die Linke) reste stable, l'AfD, qui se présentait pour la première fois, prend la troisième place avec 20 points.

### Maires successifs depuis 2001
| Mandat      | Maire d'arrondissement | Parti |
| ----------- | ---------------------- | ----- |
| 2001 - 2006 | Klaus Ulbricht         | SPD   |
| 2006 - 2011 | Gabriele Schöttler     | SPD   |
| depuis 2011 | Oliver Igel            | SPD   |